# Kvarnesjön
Kvarnesjön är en sjö i Munkedals kommun i Bohuslän och ingår i Enningdalsälvens huvudavrinningsområde. Kvarnesjön ligger i Kynnefjäll Natura 2000-område. Sjön är 12,2 meter djup, har en yta på 0,04 kvadratkilometer och är belägen 159 meter över havet.